# Унско-сански кантон
Унско-сански кантон је кантон у саставу Федерације Босне и Херцеговине.

## Географија
Унско-сански кантон се налази у сјеверозападном дијелу Босне и Херцеговине. Укупна површина кантона је 4.841 km², што је 8,2% укупне површине БиХ. У кантону живи око 273.261 становника. Сједиште кантона је град Бихаћ.

## Становништво
Већинско становништво су Бошњаци, а у кантону има и Срба, који чине већину у општини Босански Петровац.
|                      | 2013.            | 1991.             |
| Укупно               | 273 261 (100,0%) | 330 479 (100,0%)  |
| Бошњаци              | 246 012 (90,03%) | 241 511 (73,08%)1 |
| Срби                 | 8 452 (3,093%)   | 67 351 (20,38%)   |
| Босанци              | 7 498 (2,744%)   | –                 |
| Хрвати               | 5 073 (1,856%)   | 8 766 (2,653%)    |
| Муслимани            | 2 371 (0,868%)   | –                 |
| Неизјашњени          | 1 847 (0,676%)   | –                 |
| Босанци и Херцеговци | 516 (0,189%)     | –                 |
| Роми                 | 439 (0,161%)     | –                 |
| Остали               | 404 (0,148%)     | 4 395 (1,330%)    |
| Непознато            | 338 (0,124%)     | –                 |
| Албанци              | 129 (0,047%)     | –                 |
| Југословени          | 55 (0,020%)      | 8 456 (2,559%)    |
| Словенци             | 52 (0,019%)      | –                 |
| Православци          | 37 (0,014%)      | –                 |
| Црногорци            | 18 (0,007%)      | –                 |
| Македонци            | 11 (0,004%)      | –                 |
| Турци                | 7 (0,003%)       | –                 |
| Украјинци            | 2 (0,001%)       | –                 |

1. 1 На пописима од 1971. до 1991. Бошњаци су пописивани углавном као Муслимани.